# Berkeley Software Distribution
Berkeley Software Distribution, BSD (укр. Дистрибутив програм Берклі) — назва кількох POSIX-сумісних операційних систем сімейства UNIX, створених на основі розробок Каліфорнійського університету в Берклі на початку 1970-х років. Є вільним програмним забезпеченням. Сьогодні[коли?] найпопулярнішою є FreeBSD. Назва *BSD також є збірною для сучасних наступників тих збірок.

## Історія

Спрощена діаграма еволюції Unix. Не показано системи Junos, PlayStation 3 system software і інші власницькі варіанти.

Ранні варіанти Unix від Bell Labs, такі як Research Unix (1970-ті роки), містили повні початкові коди ОС, що дозволяло дослідникам, ентузіастам і університетам модифікувати й розширювати систему. Професор Боб Фабрі з Каліфорнійського університету у Берклі отримав стрічки з текстами системи 1974 року —  він був членом комітету Симпозіуму з принципів операційних систем (англ. Symposium on Operating Systems Principles), де  Unix була вперше представлена. Для запуску системи було придбано машину PDP-11/45, але з міркувань економії, вона використовувалася спільно з дослідницькими групами з математики й статистики, які запускали свої програми під керуванням ОС RSTS/E. Таким чином, Unix працювала лише вісім годин щодня. Наступного року університет закупив і інсталював PDP-11/70.
У 1975 році Кен Томпсон узяв відпустку у Bell Labs і приїхав у Берклі як «гостьовий» професор. За його допомоги було встановлено Version 6 Unix і розпочата робота над підтримкою у Unix мови Pascal. Студенти Чак Гелі (англ. Chuck Haley) і Білл Джой вдосконалили компілятор Паскаля, написаний Томпсоном, і створили текстовий редактор ex. Інші університети також зацікавилися програмами, розроблюваними у Берклі, і 1977 року Джой почав компіляцію першого дистрибутиву Berkeley Software (1BSD), який був випущений 9 березня 1978 року:142. 1BSD був лише доповненням до Unix (не самостійною ОС). Було передано близько 30 копій.
Другий дистрибутив Берклі (2BSD), випущений у травні 1979 р., базувався на 1BSD і містив дві нові програми, написані Джоєм, які можна знайти у Unix-подібних ОС і у XXI столітті: текстовий редактор vi і оболонка C shell. Було передано близько 75 копій 2BSD.

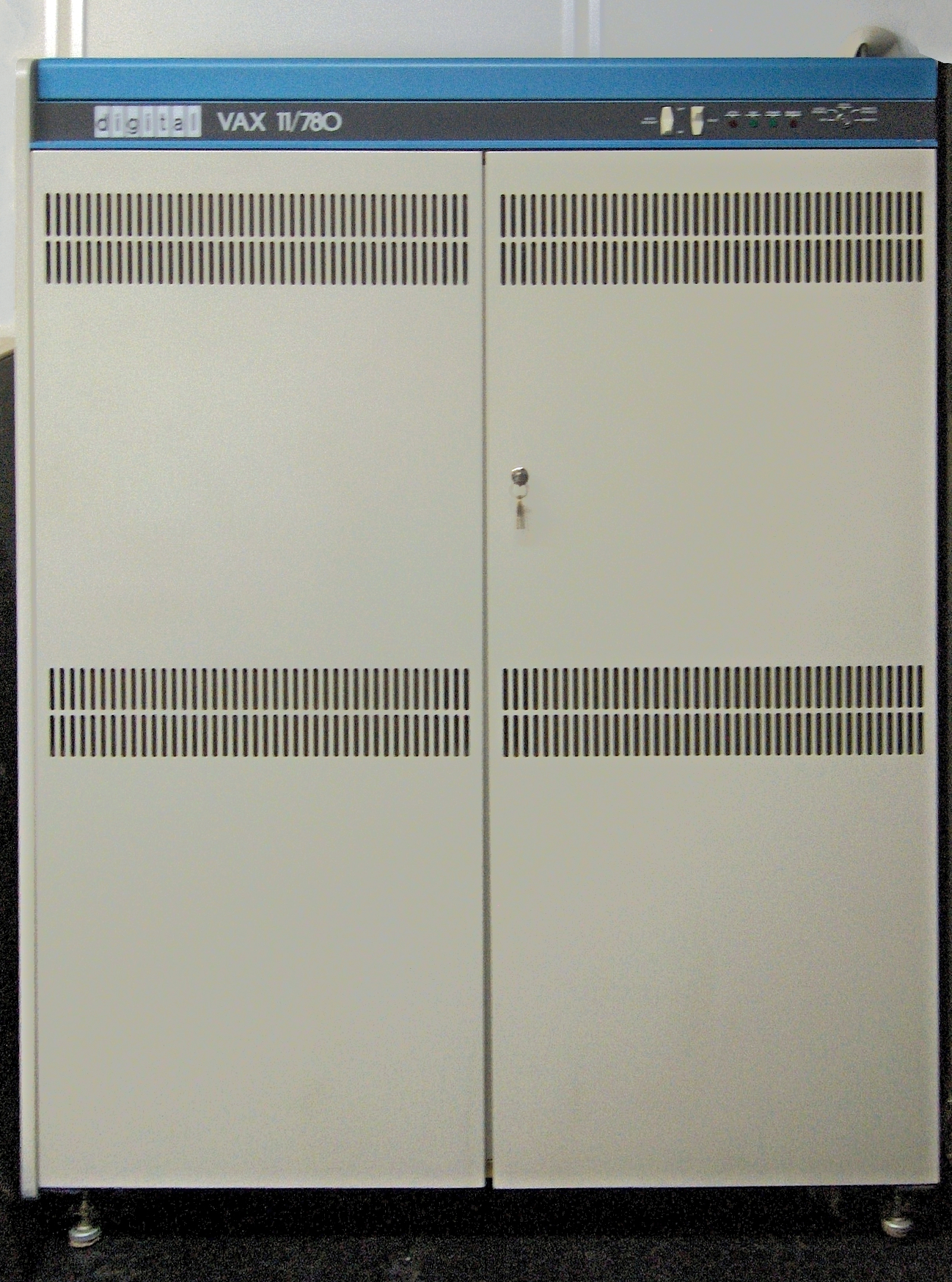
VAX-11/780, типовий мінікомп'ютер, де працювали ранні версії ОС BSD.

У 1978-му в університеті з'явився комп'ютер VAX, але перше портування Unix (UNIX/32V) не враховувало нові можливості віртуальної пам'яті, що надавалися цією машиною. Потрібно було переписати ядро, що і було зроблено студентами Берклі. Нова ОС на основі нового ядра з підтримкою віртуальної пам'яті і портованих з 2BSD і 32V утиліт стала називатися 3BSD і випущена наприкінці 1979 року. Альтернативною назвою для 3BSD також була VAX/UNIX або VMUNIX (англ. Virtual Memory Unix), відповідно двійкові файли ядра BSD як правило називалися /vmunix аж до версії 4.4BSD.

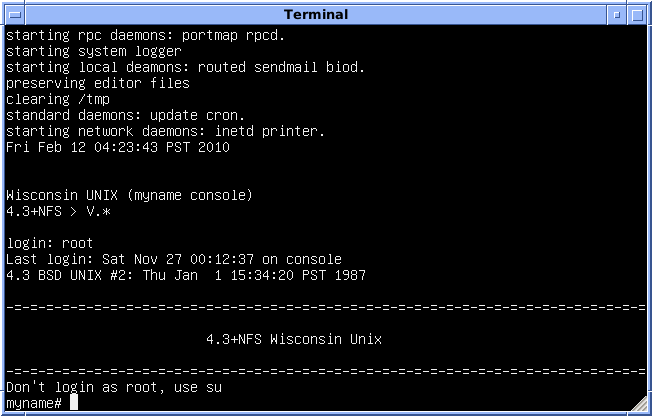
Скріншот терміналу системи 4.3 BSD UNIX, Університет Вісконсин-Медісон, приблизно 1987 рік.

У червні 1986 року було випущено 4.3BSD, після чого почався поступовий відхід від платформи VAX, що морально застарівала. Машини Power 5 і Power 6/32 (кодова назва Tahoe) компанії Computer Consoles Inc здавалися перспективними у той час, але досить швидко їх розробка припинилася. Втім, порт 4.3BSD-Tahoe (червень 1988 року) виявився вдалим, тому що у ньому вперше було напрацьовано архітектуру розділення машинно-залежної і машинно-незалежної частин ОС. У майбутньому це стало у пригоді при портуванні BSD на інші процесорні архітектури.
На додачу до портування, група CSRG працювала над стеком протоколів OSI, а також над новими алгоритмами TCP/IP (спільно з Веном Джейкобсоном з Lawrence Berkeley National Laboratory), що було необхідно в умовах постійного зростання комп'ютерних мереж і Internet.
До кінця 1980-х років всі версії BSD містили пропрієтарний код AT&T Unix і тому підпадали під дію угоди AT&T про ліцензування програм. Ліцензії на початкові коди ОС дуже зросли в ціні, а кілька сторонніх компаній висловили інтерес у підготовці окремого релізу коду підтримки мережі, який би був вільний від фрагментів Unix (і таким чином не підлягав би ліцензуванню). Це спричинило до появи пакету Networking Release 1 (Net/1), який став доступний для всіх бажаючих (тобто став вільним ПЗ) на умовах простої ліцензії BSD. Реліз відбувся у червні 1989-го.

## Наступники BSD
Сучасні Unix-подібні операційні системи, що розвинулись з BSD включать:
- Darwin
  - Mac OS X
- FreeBSD
  - DragonFly BSD
  - FireFlyBSD
  - Freesbie (live CD)
  - PicoBSD
  - TrustedBSD
  - ClosedBSD
  - Frenzy
  - DesktopBSD
  - PC-BSD
  - TrueBSD
- NetBSD
  - OpenBSD
- SunOS

## Див. також

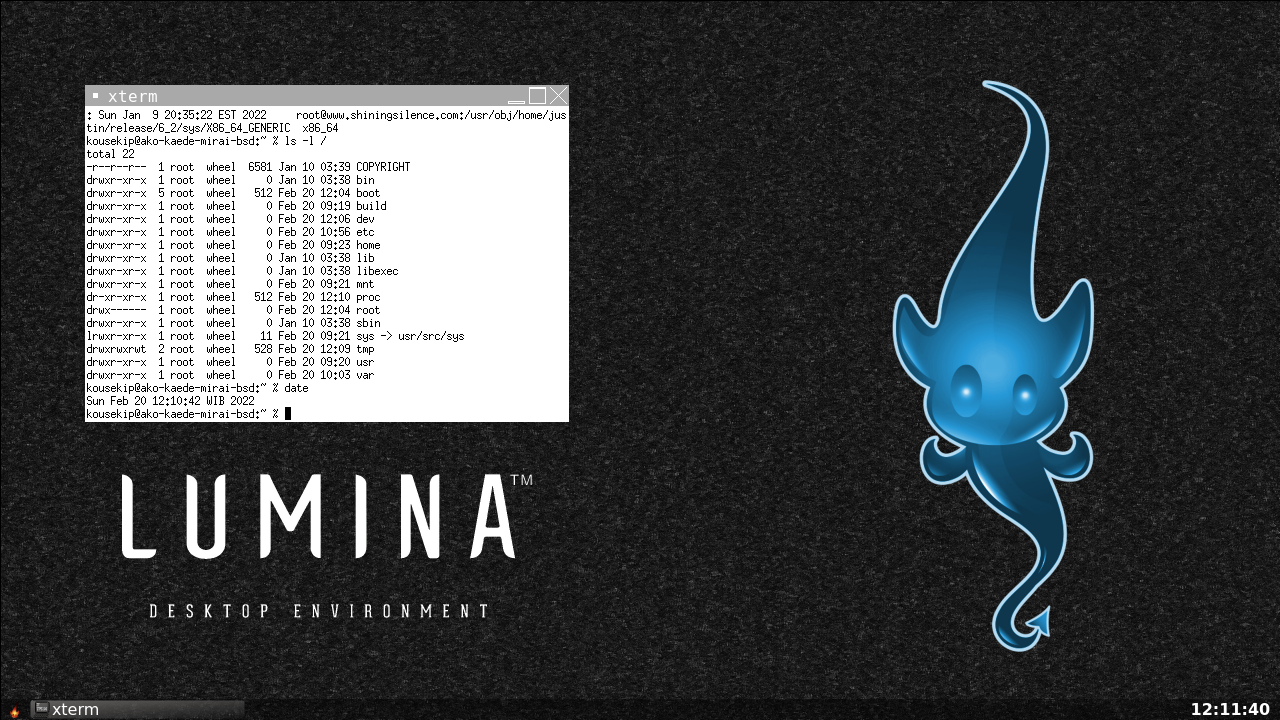
Lumina 1.6.2 на DragonFly BSD